# Torre de Paraires
La Torre de Paraires és una torre que defensava el port de Portopí, un dels ports de Palma. Apareix documentada ja al segle xiv, i funcionà també com a llatzeret. Juntament amb la Torre de Portopí, constituïa la principal defensa del port de la ciutat. El 1876 fou declarada monument historicoartístic, una vegada ja havia perdut totes les funcions.

## Descripció
Es tracta d'una torre de planta quadrada construïda amb mitjans de marès. L'entrada actual és d'obertura recent, i condueix a una primera planta amb vuit sageteres. Una escala encastada a la paret condueix a les altres tres plantes, que tenen quatre sageteres i s'alcen sobre enteixinats de fusta que descansen en permòdols de pedra. La darrera està coberta per una volta apuntada feta de mitjans de marès. L'accés a la terrassa està protegit per una garita, i està coronada per un matacà resseguit i per un ampit emmerletat.
Devora la torre hi ha una bateria d'artilleria, construïda per defensar la marina de ponent a començament del segle xviii i abandonada cap a 1760.

## Història
El segle xiii ja es documenta una torre en aquest emplaçament, amb els noms de Torre d'en Carraç, Torre del Port i Torre de la Cadena. Hom pensa que la torre actual pot ser una construcció del segle xiv i que les primeres filades, que tenen una factura sensiblement diferent de la resta de la torre, corresponen a la torre preexistent, que hi ha autors que consideren que pot ser d'època romana.
La torre fou construïda per la defensa del port, però especialment concebuda per fer parella amb la Torre de Senyals, amb la qual tancava el port per mitjà d'una cadena. El segle xv ja es documenten peces d'artilleria, com ara bombardes i ballestes. Però cap a 1470 afegí una nova funció a la defensiva, atès que fou vinculada a la morberia del port, que tenia cura de la salut pública, i els vaixells no podien desembarcar sense llicència del magistrat de morberia. El Gran i General Consell disposà que la torre servís de llatzeret per orejar mercaderies i persones provinents de ports on se sospitava que hi havia epidèmies. Del fet que era el lloc on es ventilaven els teixits que eren susceptibles de propagar epidèmies rebé el nom de Torre de Paraires. Mantengué aquesta funció de morberia fins al segle xvii.
El segle xvii el Castell de Sant Carles protagonitzà tota l'acció defensiva i la torre anà perdent importància. Tot i així, a començament del segle xviii s'instal·là una bateria d'artilleria al peu de la torre, que va estar en funcionament fins a mitjans de segle. El 1875 la torre fou subhastada, però un any més tard fou declarada monument historicoartístic. El 1965 fou restaurada.